# Guazhou, Guazhou
Guazhou är en köping i nordvästra Kina. Den ligger i Guazhou härad i staden Jiuquan i provinsen Gansu, omkring 860 kilometer nordväst om provinshuvudstaden Lanzhou. Antalet invånare är 8 022. Befolkningen består av 3 837 kvinnor och 4 185 män. Barn under 15 år utgör 19,0 %, vuxna 15-64 år 75 %, och äldre över 65 år 5,0 %.